# Guerrilleros de Cristo Rey
Guerrilleros de Cristo Rey fue un grupo parapolicial terrorista de ideología ultraderechista que actuó en España principalmente durante los primeros años de la Transición.
A lo largo de los años sesenta surgieron distintas bandas de extrema derecha con el objetivo de contrarrestar y combatir a los movimientos antifranquistas que iban apareciendo en el ámbito universitario. Los Guerrilleros de Cristo Rey surgieron a finales de la década, dirigidos por el veterano de la División Azul Mariano Sánchez Covisa. Buena parte de sus integrantes provenían del carlismo. Paul Preston y Rodríguez Tejada apuntan la existencia de sospechas de que estas organizaciones —entre ellas los Guerrilleros de Cristo Rey— pudieran tener origen, «estar relacionadas con» o «ser apoyadas por» los servicios secretos del Estado (SECED), durante la presidencia de Carrero Blanco, así como que contaban con cierta connivencia por parte del gobierno y relaciones con la agrupación de Blas Piñar, Fuerza Nueva. Otros apuntan a la connivencia del director general de Seguridad, Eduardo Blanco Rodríguez.
Las primeras acciones que se hacen eco de estos «Guerrilleros de Cristo Rey» datan de diciembre de 1970, año en el que propinaron una paliza a varios curas progresistas en la localidad vizcaína de Ondárroa, entre los que se encontraban Emiliano de Iturraran y Jesús Garitaonandia. Sánchez Covisa, químico de profesión, fue detenido el 2 de mayo de 1973 por un ataque a una misa auspiciada por los Movimientos Apostólicos Obreros de Madrid. En octubre de 1976 afirmaría «En los guerrilleros no hay jefes ni organización, la propia palabra lo indica; tampoco hay ficheros de nadie. Cuando quieren actuar, actúan».
El 9 de mayo de 1976, durante los sucesos de Montejurra, se relacionó a los Guerrilleros de Cristo Rey con las acciones violentas que se llevaron a cabo, junto a otras organizaciones extremistas. El 26 de septiembre de 1976, miembros de la organización mataron al estudiante de veintiún años Carlos González Martínez, asistente a una manifestación en homenaje de los últimos ejecutados del franquismo. El suceso tuvo lugar en Madrid, en la calle Barquillo. El 23 de enero de 1977 miembros de la organización asesinaron a Arturo Ruiz, un joven de 19 años, en las inmediaciones de la plaza del Callao, profiriendo gritos de «¡Viva Cristo Rey!». Arturo Ruiz era miembro de la Joven Guardia Roja, la sección juvenil del Partido del Trabajo. Al parecer el asesinato fue cometido por la espalda y la víctima falleció prácticamente en el acto. El asesinato fue reivindicado por la Triple A (Alianza Apostólica Anticomunista). El 24 de agosto de 1978 fue quemada en Bilbao la sede de la revista anarquista Askatasuna, suceso que se relacionó con los Guerrilleros de Cristo Rey.
 El grupo efectuó ataques contra curas cercanos al movimiento obrero y los sectores de la Iglesia más críticos con el régimen. Según Stanley Payne terminaron siendo «repudiados» por la Iglesia.
Tras la entrada en vigor de la constitución española de 1978, la legalización de los partidos democráticos y el abandono de muchos de sus integrantes fue debilitando a los Guerrilleros de Cristo Rey, cuyo proceso de disolución finalizó a principios de la década de 1980.